# SN 1971O
SN 1971O – niepotwierdzona supernowa odkryta 30 sierpnia 1971 roku w galaktyce MCG +03-59-59. W momencie odkrycia miała maksymalną jasność 16,80m.